# 리사 램파넬리

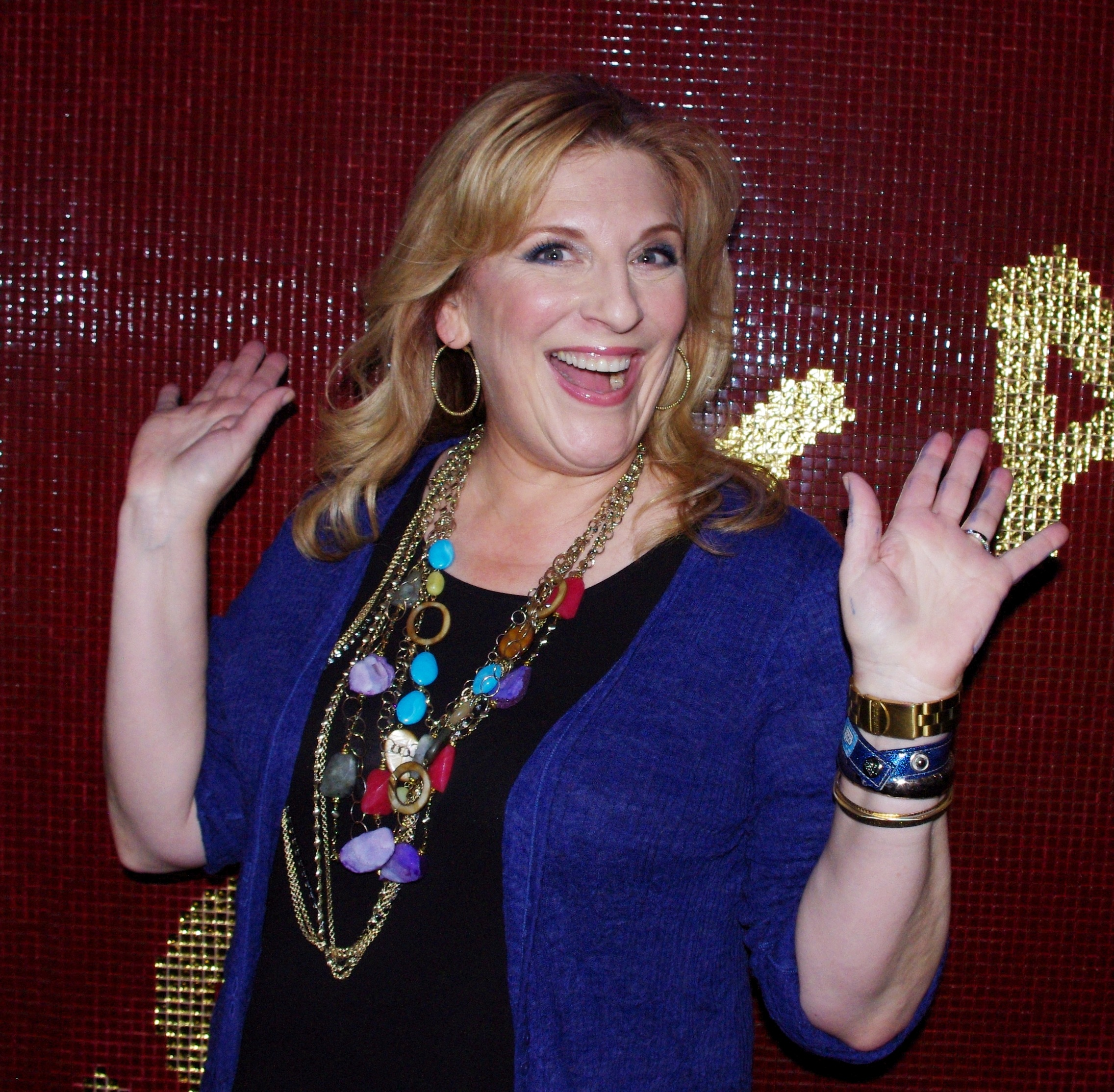

리사 램파넬리(Lisa Lampanelli, 1961년 7월 19일 ~ )는 미국의 배우, 텔레비전 배우, 영화배우이다.

## 영화
- 낫 페이드 어웨이 (2012년) - 조시 역
- 리사 램파넬리: 터프 러브 (2011년) - 본인 역
- 드릴빗 테일러 (2008년)
- 위틀리스 프로텍션 (2008년)
- 델타 파스 (2007년) - 코니 역
- 래리 더 케이블 가이 - 헬스 인스펙터 (2006년) - 제인의 엄마 역
- 아리스토캣 (2005년)